# Portada/efemèride setembre 27
Aristides Maillol
« 26 de setembre · 27 de setembre · 28 de setembre »